# Ахтельсбах
Ахтельсбах (нім. Achtelsbach) — громада в Німеччині, розташована в землі Рейнланд-Пфальц. Входить до складу району Біркенфельд. Складова частина об'єднання громад Біркенфельд.
Площа — 9,70 км2. Населення становить 401 ос. (станом на 31 грудня 2020).